# Савченко Максим Сергійович
Макси́м Сергі́йович Са́вченко (5 березня 1989 — 19 липня 2014) — капітан (посмертно) Збройних сил України, командир взводу, заступник командира мінометної батареї, учасник російсько-української війни.

## Життєпис
Народився 5 березня 1989 р. в м. Магдебург, Німеччина, в сім'ї військовослужбовця. Його батько Савченко Сергій Вікторович, а дід Максима Савченко Віктор Ігнатович. Бабусю Максима та жінку Віктора звали Савченко Лідія Григорівна (до шлюбу Гостьєва). Вона походить з багатої сім'ї Гостьєвих. Прадід Максима Гостьєв Григорій Кузьмич, а прапрадід Гостьєв Кузьма Митрофанович (1887—1967). У 1992 році переїхали до м. Суми. 2006 року закінчив Сумську спеціалізовану школу І—ІІІ ступенів № 7.
З 2006 року — в Збройних силах України. У 2010 році закінчив факультет аеромобільних військ та розвідки Академії сухопутних військ імені гетьмана Петра Сагайдачного (Львів) за спеціальністю «Бойове застосування та управління діями аеромобільних підрозділів».
З 2010 року служив у 95-й окремій аеромобільній бригаді (в/ч А0281, Житомир).

### Російсько-українська війна
У зоні бойових дій з квітня 2014-го, командир взводу, заступник командира мінометної батареї, інструктор по парашутно-десантній підготовці, 95-а окрема аеромобільна бригада. Його брат також брав участь в бойових діях на Донбасі.
Помер під Лисичанськом в ході наступу, 19 липня 2014 року діставши декілька кульових поранень. У цьому бою загинули також сержант Артур Пушанко, старший солдат Микола Бурлак, солдати Юрій Ляпін та Олег Клим.
Похований на Алеї Героїв в Сумах 23 липня того ж року, на прощанні труна була закрита і для родичів.

## Нагороди
- Орден Богдана Хмельницького III ступеня (14 листопада 2014, посмертно) — за особисту мужність і героїзм, виявлені у захисті державного суверенітету та територіальної цілісності України, вірність військовій присязі.[3]
- Недержавна відзнака «Народний Герой України» (23 липня 2015, посмертно)[4].

## Вшанування пам'яті
- Комунальній установі Сумська спеціалізована школа І—ІІІ ступенів № 7 рішенням Сумської міської ради від 29 вересня 2015 р. № 4830-МР присвоєно ім'я Максима Савченка.
- Рішенням Сумської міської ради від 29.09.2015 року № 4828-МР Максиму Сергійовичу присвоєно звання «Почесний громадянин міста Суми».